# Thomas Davenport (Erfinder)

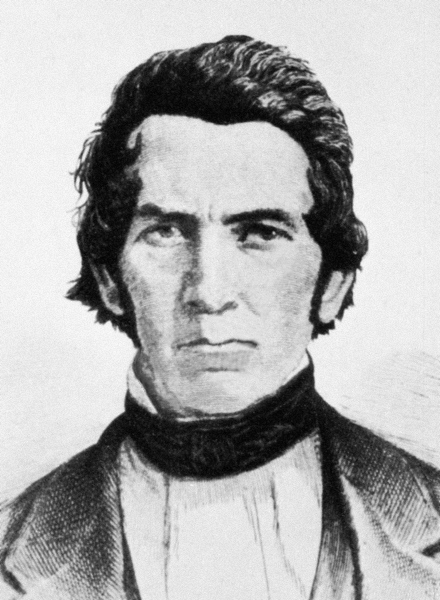
Thomas Davenport

Thomas Davenport (* 9. Juli 1802 in Williamstown, Vermont, USA; † 6. Juli 1851 in Salisbury, Vermont) erhielt das weltweit erste Patent auf einen Gleichstrom-Elektromotor.

## Leben
Thomas Davenport war der Sohn eines Farmers und erlernte den Beruf eines Grobschmieds. Autodidaktisch veranlagt und an den neuen Entdeckungen und Entwicklungen von Elektrizität und Magnetismus interessiert, suchte er den Kontakt mit Joseph Henry und beobachtete dessen Experimente. Aus einem Elektromagneten, den er Henry abkaufte, baute er einen Kommutatormotor.
Sein 1834 eingereichter Patentantrag für „Improvement in propelling machinery by magnetism and electromagnetism“ wurde zunächst abgelehnt. Es war der erste Versuch, elektrische Energie zur Fortbewegung zu nutzen. Nach erneuter Einreichung mit Referenzen von Henry und Professor Benjamin Franklin Bache, einem Enkel von Benjamin Franklin, wurde Davenport am 25. Februar 1837 das Patent erteilt. 1835 baute er mit dem von ihm entwickelten Elektromotor ein Modell eines elektrisch angetriebenen Schienenfahrzeugs auf einem Schienenkreis von vier Fuß Durchmesser.
Das zusammen mit dem Patentantrag eingereichte Modell des Motors befindet sich heute in der Smithsonian Institution in Washington. Davenports Entwicklung war zwar ein technischer Durchbruch, doch führte dies zunächst nicht zu praktischen Anwendungen außer in seiner eigenen Werkstatt, da die Dampfmaschine zu diesem Zeitpunkt effizienter und somit ökonomischer war (siehe auch: Geschichte des elektrischen Antriebs von Schienenfahrzeugen).